# Вајтхорс
Вајтхорс (ен. и фр: Whitehorse) је главни град Јукона у Канади. Основан 1898. године. Од 1953. главни је град Јукона. Кроз Вајтхорс протиче река Јукон. 
Вајтхорс има 24.890 становника, по подацима из 2009. У Вајтхорсу живи више од 66% становништва Територије Јукон. То је и највећи град свих трију канадских територија. 

## Становништво
| 1996.  | 2001.  | 2006.  | 2011.  | 2016.  |
| ------ | ------ | ------ | ------ | ------ |
| 19.157 | 19.058 | 20.461 | 23.276 | 25.085 |

## Партнерски градови
- Џуно